# Der Frauenmörder
Der Frauenmörder (Originaltitel Criminal Law, übersetzt Strafrecht) ist ein US-amerikanischer Thriller von Martin Campbell aus dem Jahr 1988 mit Gary Oldman in der Hauptrolle eines Strafverteidigers und Kevin Bacon, der einen des Mordes angeklagten Mann spielt.

## Handlung
„Wenn man sich anschickt, Bestien zu bekämpfen, muss man sich vorsehen, dass einen dieser Kampf nicht selbst zur Bestie macht. Wenn man in den Abgrund blickt, dann blickt der Abgrund auch in einen selbst.“ Mit diesem von Gary Oldman aus dem Off vorgetragenen Friedrich-Nietzsche-Zitat beginnt der Film
Der erfolgreiche, aber oft auch großspurige ehemalige Staatsanwalt und Harvard-Absolvent Ben Chase aus Boston hat die Seiten gewechselt und übernimmt als Strafverteidiger den Fall des scheinfreundlichen reichen, verwöhnten Martin Thiel, der der Vergewaltigung, Verstümmelung und des Mordes angeklagt worden ist. Chase versteht es, mit theatralischen Mitteln im Gerichtssaal dafür zu sorgen, dass Zweifel an der Glaubwürdigkeit der Zeugen entstehen. Er gewinnt den Fall, da Thiel von den Geschworenen freigesprochen wird.
Thiel spielt daraufhin ein seltsames Katz-und-Maus-Spiel mit Chase, indem er dessen Loyalität und Freundschaft auf die Probe zu stellen scheint. Als ein weiterer Mord passiert, deuten etliche Spuren darauf hin, dass Chase in den Fall verwickelt ist. Dieser ist sozusagen in einer verregneten Nacht nach einem Anruf von Thiel im Park über eine nackte Frauenleiche gestolpert, die noch brannte, nachdem sie mit einem Schweißbrenner „behandelt“ worden war. Chase ist zutiefst entsetzt und betroffen bei dem Gedanken, dass diese Frau ihren Tod auch seinem Können als Thiels Verteidiger verdankt und er somit eine Mitschuld an ihrem Tod trägt. Er fühlt sich hin- und hergerissen zwischen seiner beruflichen Verpflichtung, die ihm auferlegt, Mandanten gegenüber loyal zu sein und sie zu schützen und seiner Verantwortung gegenüber der Gesellschaft. Aus seiner Unsichterheit heraus wählt er einen Mittelweg, indem er versucht, Thiel dazu zu bringen, zuzugeben, was er getan hat, wodurch er sich jedoch noch tiefer in das Spiel des gefährlichen Mörders verstrickt. Chase hat zwar die Behörden über den Fund informiert, es aber nicht über sich gebracht auszusagen, wie und warum er mit der Leiche in Berührung gekommen ist. Auch dadurch gerät er bei dem ermittelnden Detective Mesel in Verdacht, in den Mord verwickelt zu sein.
Ben Chase zermartert sich das Hirn, wie er Thiel dazu bringen kann, sich selbst zu entlarven, bevor es weitere Leichen gibt. Bei den Opfern handelt es sich ausnahmslos um Frauen, die eine Abtreibung bei Thiels Mutter, einer Gynäkologin, haben vornehmen lassen. Zudem sind beide Opfer mit einer Windel geknebelt worden. Chase ist nach dem Fund der Frauenleiche nicht mehr derselbe und völlig am Boden zerstört. Das Bild der halb verkohlten, teils noch brennenden Frau geht ihm nicht mehr aus dem Kopf. Er sucht Hilfe bei
Prof. Clemens, einem alten Bibliothekar, den er sehr schätzt. Ein Treffen mit Thiel auf dessen neuem Boot, macht ihn weiter stutzig. Der junge Mann meint, die Polizei würde wegen des erneuten Mordes sowieso zu ihm kommen, er brauche einen guten Anwalt, auch Unschuldige brauchten so etwas. Chase meint, wenn er ihn erneut vertreten solle, sei der Preis gestiegen, er verlange nun das Doppelte an Honorar.
Ellen Faulkner, sie war die Freundin der ermordeten Janet, ist außer sich, als sie erfährt, dass Chase Thiel wiederum verteidigen will. Nach einem heftigen Streit erklärt er ihr jedoch, dass er den Fall nur übernommen habe, weil er Thiel stoppen wolle, stoppen müsse, denn er werde es wieder tun, wenn niemand ihn aufhalte. Chase spricht mit Detective Stillwell über seinen Plan, Thiel ans Messer zu liefern. Sie ist skeptisch, da er seine Pflichten als Anwalt verletzen und verraten müsse und verweist auf die Folgen, die das für ihn haben könnte. Chase ist sich jedoch sicher, einen Mann dieses Kalibers stoppen zu müssen.
Chase sucht das luxuröse Anwesen der Thiels auf in der Hoffnung, irgendetwas herausfinden zu können. Als er sich in Martin Thiels Bereich umsieht, kommt dessen Mutter hinzu und erklärt ihm, dass ihr Sohn niemandem erlaube, seine Räume ungefragt zu betreten. Nachdem er das Anwesen verlassen hat, stößt Chase auf einen Pavillon auf dem Grundstück, der einen unterirdischen Bereich hat, der wiederum genau in die Räume von Martin Thiel führt. Dort steht er urplötzlich Martin gegenüber, der süffisant lächelnd meint, er habe ihn schon erwartet und hinzufügt, eines Tages werde Ben alle seine Geheimnisse kennen, er sei schon gespannt, ob sie dann noch Freunde seien. Noch in derselben Nacht brennt der Pavillon nieder und das Feuer vernichtet mögliche Spuren über den Geheimgang und wohin er führte.
Chase hadert mit sich selbst, dass er den schon so gut wie verurteilten Thiel aus der Sache herausgepaukt hat. Thiel erzählt ihm später, dass er auserwählt worden sei, um die Gerechtigkeit wieder herzustellen. Nur darum sei er trotzdem geboren worden. So erfährt Chase, dass Thiels Mutter ihn abtreiben lassen wollte. Von ihr erfährt Chase auch, dass Martin im Alter von acht Jahren eine der von ihr vorgenommenen Abtreibungen mitbekommen habe. Er habe dann erzählt, seine Mutter bringe Babys um, an diesem Tag habe sie ihren Sohn verloren.
Als Martin Thiel herausbekommt, dass Ben sich gegen ihn gewandt hat, versucht er Ellen Faulkner, die inzwischen ein Verhältnis mit Chase hat, zu töten. Sie setzt sich jedoch so vehement zur Wehr, dass sie ihm entkommen kann. Martin ist jetzt völlig außer Kontrolle, er sucht seine Mutter in der Klinik auf und setzt sie in Brand nachdem er zuvor wissen wollte, ob sie wieder dabei sei, Babys umzubringen. Kurz darauf meldet er sich bei Ben, erzählt ihm, was er getan hat und vereinbart einen Treffpunkt mit ihm für den nächsten Tag. Er müsse auf jeden Fall allein kommen. Es gebe jetzt nur noch sie beide.
Chase will mit der Staatsanwaltschaft einen Handel machen. Als er das Zimmer verlassen hat, steht ihm auf dem Gerichtsflur urplötzlich der wutentbrannte Thiel gegenüber und geht auf ihn los. Als der leitende Staatsanwalt Jacob Fisher hinzukommt und seine Waffe auf Thiel richtet, streckt dieser ihn mit einem Bauchschuss nieder. Gleichzeitig gelingt es Thiel, Chase in den Gerichtssaal zu schieben und die Tür zu schließen, während draußen auf dem Flur die Menschen flüchten. Thiel hält Chase mit der Waffe in Schach, die er dann ohne Not an Chase aushändigt. Er provoziert den Anwalt mit Worten und legt es geradezu darauf an, von diesem erschossen zu werden. Chase schießt zwar mehrere Male, aber an Thiel vorbei, was diesem Tränen in die Augen treibt. Auf der oberen Etage des Gerichtssaals hat sich Detective Stillwell Zugang zu dem Geschehen verschafft. Thiel sieht darin seine Chance, doch noch erschossen zu werden. Mit einer zerbrochenen Glasscherbe stürmt er auf Chase los, was Stillwell geradezu dazu zwingt, ihn zu erschießen. Chase wendet sich von Thiel ab und verlässt wortlos den Raum.

## Produktion

### Dreharbeiten, Synchronisation
Der Film wurde zwischen August und Oktober 1987 in Montréal, Québec City und in Westmount (Québec) in Kanada gedreht.
| Figur               | Darsteller         | Deutscher Sprecher       |
| ------------------- | ------------------ | ------------------------ |
| Ben Chase           | Gary Oldman        | Joachim Tennstedt        |
| Martin Thiel        | Kevin Bacon        | Sven Hasper              |
| Detective Stillwell | Tess Harper        | Carolin van Bergen       |
| Ellen Faulkner      | Karen Young        | Ulrike Möckel            |
| Detective Mesel     | Joe Don Baker      | Engelbert von Nordhausen |
| Dr. Sylvia Thiel    | Elizabeth Shepherd | Bettina Schön            |
| Richter             | Terrence La Brasse | Heinz Theo Branding      |
| Mrs. Monroe         | Jeannie Walker     | Marianne Lutz            |
| Krankenschwester    | Rebecca Hall       | Eva-Maria Werth          |

### Veröffentlichung, Einnahmen
Der von Hemdale und Northwood Productions produzierte Film hatte seine Weltpremiere am 15. September 1988 auf dem Toronto International Film Festival, bevor er in einer limitierten Anzahl am 11. November 1988 in die Kinos der Vereinigten Staaten kam. In Kanada wurde er im April 1989 veröffentlicht, in Dänemark im Juni 1989, in Schweden im Juli 1989, in Italien im August 1989, in Portugal im September 1989, in Südkorea im Oktober 1989, in der Bundesrepublik Deutschland am 30. November 1989 und in Frankreich am 8. Dezember 1989. Im darauffolgenden Jahr 1990 wurde er in Uruguay, in Argentinien, im Vereinigten Königreich und in den Niederlanden veröffentlicht. In Japan war er erstmals im März 1991 verfügbar und in Ungarn hatte der Film im Januar 1998 Fernsehpremiere. Weitere Veröffentlichungen erfolgten in folgenden Ländern: Australien, Brasilien, Bulgarien, Ecuador, Griechenland, Norwegen, auf den Philippinen, in Polen, Serbien, Singapur, in der Sowjetunion, in Spanien, in Taiwan und in der Ukraine.
Der Film, der ein geschätztes Budget von 5.000.000 Dollar hatte, spielte in den Kinos der USA und Kanada ca. 9,97 Millionen US-Dollar ein, das war auch der weltweite Bruttoertrag.

## Rezeption

### Kritik
Roger Ebert meinte, Criminal Law sei ein Paradebeispiel für einen Film, der vor unseren Augen schiefgehe, weil die Filmemacher seltsamerweise nicht erkannt hätten, dass man mit dem Publikum nur sol lange spielen könne, bis es verärgert sei. Weiter schrieb er in der Chicago Sun-Times vom 28. April 1989, die Filmautoren würden zu häufig das Mittel des falschen Alarms nutzen. Es funktioniere in einem Film höchstens zweimal, in diesem Film würde es sechs-siebenmal genutzt; besonders häufig in der letzten halben Stunde. Diese Tricks würden die guten Darstellungen von Gary Oldman und Kevin Bacon zunichtemachen. Bacon spiele „sehr wirkungsvoll“ einen „einnehmenden jungen Mann“ mit einer tief versteckten seelischen.
Hal Hinson schrieb in der Washington Post vom 28. April 1989, der Kern des Films sei das Verhältnis der Hauptcharaktere, die sich gegenseitig zu manipulieren versuchen würden. Die Darstellungen seien „gekonnt“, sie würden eine „tiefere psychologische Dimension“ andeuten. Der Regisseur erzeuge Spannung auf eine wirkungsvolle Weise. Die Handlung sei jedoch „immer weniger und weniger glaubwürdig“.
Peter Travers konnte dem Film in der Zeitschrift Rolling Stone nichts abgewinnen und schrieb, in diesem Thriller werde nicht viel gespart: Es gieße in Strömen, die Musik dröhne, die Leichen stapelten sich und die Schauspieler kauten wie verrückt die Kulissen ab. Travers warf die Frage auf, was ein britischer Schauspieler in der Rolle eines Harvard-Anwalts in einem in Boston spielenden Film mache, der in Montreal gedreht worden sei. Oldmans lächerlicher, mal durch und durch amerikanischer Akzent sei dabei noch das geringste seiner Probleme. Bacon liefere die einzige maßvolle Darstellung des Films – und er sei der Psychopath. Regisseur Martin Campbell lege großen Wert darauf, dass uns der homoerotische Subtext des Films nicht entgehe.
Martin Liebmann beschäftigte sich bei seiner Bewertung für Blu-ray.com mit dem Film und meinte, Criminal Law zeige zwar einen extremen Ausreißer einer Mandanten-Anwalts-Beziehung, aber gerade diesem Extrem mache den Film interessant. Zwar schaffe er nie ganz die nahtlose Mischung aus spannendem Justizdrama und düsterem Psychodrama, die er sein möchte – dafür sei er ein bisschen zu konstruiert und oberflächlich. Aber er sei dennoch solide genug, um das Interesse auf dem Weg zu der Lösung, die er im Duell der Mandanten-Anwalt-Intelligenz finden werde, aufrechtzuerhalten. Die Vermischung des Genres sei Segen und Flucht zugleich. Der Film sei teils Justizthriller, teils Krimi und teils eine psychologische Studie. Er versage in keiner dieser Kategorien, sei aber gleichzeitig in keiner ein Meister. Es fehle einfach die Tiefe, selbst in einem zweistündigen Film, der dem Material viel Raum zum Atmen und Erkunden gebe. Es sei die tiefere Auseinandersetzung mit der menschlichen Natur, die den Film ausmache. Auch seien die schauspielerischen Leistungen entscheidend für den Erfolg des Films, und abgesehen von Oldmans viel geschmähtem Akzent (der ehrlich gesagt nur in wenigen Szenen ein Probleme darstelle) überzeugten beide Schauspieler über das normale Maß hinaus. Besonders Bacon glänze als rätselhafter Puppenspieler mit dunkler Vergangenheit und düsterer Gegenwart, durch die er Ben führe. Oldmans Darstellung sei gut, insbesondere wie er die äußeren Emotionen der Figur verarbeite, aber es sei Bacon, der die tiefere Charakterisierung finde, die den Film ausmache.
Doug Fisher schrieb auf der Seite Bohica, dass Gary Oldmann den raffinierten, theatralischen Anwalt Ben Chase hervorragend verkörpere. Der Film entwickele sich jedoch schnell zu einem überstilisierten Film, der in fast jeder Hinsicht übertreibe. Sogar die stark auf Synthesizern basierende Filmmusik sei etwas zu auffällig, da sie praktisch jede Szene untermale. Oldmans Darstellung erweise sich als uneinheitlich und hin und wieder etwas übertrieben. Bacon schaffe es, seinen Yuppie-Psycho die meiste Zeit des Films unter Kontrolle zu halten und seiner Figur äußerlich Freundlichkeit und innere Gruseligkeit zu verleihen.
Derek Winnert befasste sich auf seiner Seite mit dem Film und meinte, es sei ein interessanter, aber nicht allzu überzeugender Spannungsthriller. Campbell führe kompetent Regie und versuche verzweifelt, dem Film Stil und Bedeutung zu verleihen, die er nicht verdiene, auch habe er Karen Young, Joe Don Baker und Tess Harper, die talentiert seien, in unbefriedigende Nebenrollen gedrängt.
Simon Kyprianou rezensierte den Film auf der Seite Die Nacht der lebenden Texte und meinte, was in dem Film „am meisten Spaß bereitet“ habe, sei „das Duell der Schauspieler“. Es gebe „keine Abstufungen oder Reflexionen der Charaktere“, es sei „das Duell zwischen Gut und Böse, das Regisseur Martin Campbell“ bebildere. Oldman spiele „– wie immer – mit großer Intensität und Körperlichkeit, während Bacon immer wieder in herrliches Overacting“ verfalle. Was „weniger Spaß“ bereite, sei die „schwachsinnige Geschichte, in die Martin Campbell die beiden Schauspieler“ gesteckt habe. „Vor allem die plumpen Psychologisierungen“ nähmen „dem Killer jegliche geheimnisvolle Aura.“ Dadurch verlaufe sich der Film „immer wieder in unfreiwillige Komik.“ „Wunderbar“ sei „dafür die Kameraführung von Phil Meheux, der mehrfach mit Campbell gedreht“ habe. „Düster, atmosphärisch, manchmal gar in abgründiger Giallo-Manier“ filme er „die Dauer-Konfrontation ab.“ Das schaffe „so manchen intensiven Horror-Moment, in diesem schmutzigen kleinen B-Thriller, der angenehm reißerisch und immer wunderbar überdramatisiert“ sei.
Für Film-Rezensionen bewertete Oliver Armknecht den Film, dem er vier von zehn möglichen Punkten gab. Es sei „schon faszinierend“, die Karriere von Martin Campbell „ein weniger näher zu verfolgen“. Mit dem Film Der Frauenmörder habe es sich der Regisseur „auf der Punkteskala ein paar Etagen tiefer gemütlich gemacht“, obwohl er „seinerzeit mit Gary Oldman und Kevin Bacon auf zwei Schauspieltalente“ habe „zurückgreifen“ können, „deren Stern gerade am Aufgehen“ gewesen sei. Auch Armknecht verwies darauf, dass das „formelhafte Abhaken auf Dauer etwas wenig“ sei und „mit der Gewöhnung auch die Spannung“ verloren gehe, die „ohnehin auf keinem besonders hohen Niveau“ sei. „Thrillerfans“ könnten „sich den Film aufgrund der streckenweise dichten Atmosphäre zwar anschauen, ebenso wer  Bacon und Oldman in frühen Rollen bewundern möchte. Ein wirkliches Muss“ sei „der Streifen jedoch nicht.“
Pascal Reis schrieb in Moviebreak, dass der Film „seinen vorab geschürten Erwartungen auf lange Sicht aber leider nicht“ standhalten würde. Einen „durchaus überdurchschnittlichen Film“ habe Martin Campbell „trotzdem vorzuweisen, nicht zuletzt dank seines engagierten Schauspielduos.“ Neben Gary Oldman sei „nämlich auch Kevin Bacon mit von der Partie, dem die psychopathologische Dimension naturgemäß ins Gesicht geschrieben“ scheine, womit er „prädestiniert“ dafür sei, „die Verkörperung irrsinniger Ausformungen der Gesellschaft zu übernehmen.“ Reis zog das Fazit: „Kompetent inszeniertes Katz-und-Maus-Spiel, das gerade in seiner Motivik viel Tiefgang hätte erwarten lassen, im Endeffekt aber leider doch zumeist an der Oberfläche treibt. Letztlich ist es den Darstellungen von Gary Oldman und Kevin Bacon an forderster Front zu verdanken, die „Der Frauenmörder“ über den müden Durchschnitt heben.“
Jens Adrian, der dem Film vier von sechs möglichen Punkten gab, stimmte auf der Seite Treffpunkt: Kritik mit der überwiegenden Anzahl der Kritiker überein und zog das Fazit, dass aus heuiger Sicht das „eigentliche Interesse an Der Frauenmörder viel eher daher“ komme, „dass sowohl Gary Oldman, als auch Kevin Bacon bedeutende Filmstars geworden“ seien „und man sie hier in einer frühren Rolle zu Gesicht“ bekomme. Ähnlich sei das bei „Regisseur Martin Campbell, der die James Bond-Filmreihe gleich zwei Mal neu wiederbelebt“ habe. Der Thriller lasse dabei „viel von dem erkennen was die Karrieren der drei später auszeichnen sollte.“
Der Filmdienst stellte fest: „Formal eindrucksvoller Psychothriller; das aufregende Beziehungsdrama gewinnt an Spannung durch geschickt verbundene Genre-Elemente, bleibt jedoch schwach in den vulgärpsychologischen Erklärungsversuchen.“

### Auszeichnung
Martin Campbell wurde 1989 mit dem Preis des Festivals Festival Internazionale del Giallo e del Mistro Cinema Televisione Letteratura in der Kategorie „Bester Film“ ausgezeichnet.